# بطولة العالم للشطرنج 1934
|                         |               |
| ألكسندر أليخين          | يفيم بغولوبوف |
|                         |               |
| فائز ببطولة العالم 1929 | المتحدي       |
| 41 سنة                  | 45 سنة        |

 بطولة العالم للشطرنج 1934 هي البطولة الرابعة عشر الرسمية في الشطرنج، تنافس فيها بطل النسخة السابقة ألكسندر أليخين مع متحديه القديم يفيم بغولوبوف، ونظمت المقابلة في مدن بادن بادن، فيلينغن، فرايبورغ، بفورتسهايم، شتوتغارت، ميونخ، بايرويت، باد كيسينغن، نورنبرغ، كارلسروه، مانهايم، برلين بألمانيا من 1 أفريل حتى 14 جوان 1934
تمكن أليخين من الحفاظ على لقبه وفاز بالمقابلة بنتيجة ثمان انتصارات، ثلاث هزائم وستة عشر تعادلا.

## خلفية
منذ بطولة العالم 1929 وكابابلانكا يحاول مرات عديدة تنظيم مقابلة ضد أليخين غير أن كل المحاولات باءت بالفشل وفي بداية عقد 1930 ظهر لاعبون أقوياء مثل صاموئيل ريشيفسكي، روبن فاين، بول كيرس، ميخائيل بوتفنيك وسالو فلور ما جعل أمر التحدي وقبوله من قبل أليخين صعبا، وفي 23 ديسمبر 1933  تم إمضاء عقد لمقابلة بين بوغولوبوف وألخين مجددا

## المقابلة والنتيجة
أول لاعب يفوز بست مباريات ويحرز أكثر من 15 نقطة يكون بطل العالم
|                | 1 | 2 | 3 | 4 | 5 | 6 | 7 | 8 | 9 | 10 | 11 | 12 | 13 | 14 | 15 | 16 | 17 | 18 | 19 | 20 | 21 | 22 | 23 | 24 | 25 | 26 | انتصارات | النقاط |
| -------------- | - | - | - | - | - | - | - | - | - | -- | -- | -- | -- | -- | -- | -- | -- | -- | -- | -- | -- | -- | -- | -- | -- | -- | -------- | ------ |
| يفيم بغولوبوف  | ½ | 0 | ½ | 0 | ½ | ½ | ½ | ½ | 1 | 0  | ½  | ½  | ½  | ½  | ½  | ½  | 0  | 0  | ½  | ½  | 0  | ½  | 1  | 1  | 0  | ½  | 3        | 10½    |
| ألكسندر أليخين | ½ | 1 | ½ | 1 | ½ | ½ | ½ | ½ | 0 | 1  | ½  | ½  | ½  | ½  | ½  | 1  | 1  | ½  | ½  | ½  | 1  | ½  | 0  | 0  | 1  | ½  | 8        | 15½    |

حقق ألخين 15.5 نقطة في المباراة الـ 26 وتمكن من الحفاظ على لقبه.

## روابط خارجية
- رابط لمباريات البطولة على موقع chessgames.com